# ستيفن أوديندال
ستيفن أوديندال (بالإنجليزية: Steven Odendaal)‏ مواليد 2 مارس 1993 في جوهانسبرغ، هو متسابق دراجات نارية جنوب أفريقي. نافس في سباق الجائزة الكبرى للدراجات النارية في فئة موتو 2 وبدأ فيها سنة 2011.

## النتائج

### سباق الجائزة الكبرى للدراجات النارية

#### حسب الموسم
| الموسم | الفئة  | الدراجة    | السباق | الفوز | المنصة | الانطلاق | أسرع لفة | النقاط | الترتيب |
| ------ | ------ | ---------- | ------ | ----- | ------ | -------- | -------- | ------ | ------- |
| 2011   | موتو 2 | سوتر       | 6      | 0     | 0      | 0        | 0        | 0      | ن.غ.م   |
| 2012   | موتو 2 | آيه جاي آر | 2      | 0     | 0      | 0        | 0        | 0      | ن.غ.م   |
| 2013   | موتو 2 | سبيد أب    | 16     | 0     | 0      | 0        | 0        | 0      | ن.غ.م   |
| 2015   | موتو 2 | كالكس      | 1      | 0     | 0      | 0        | 0        | 0      | ن.غ.م   |
| إجمالي |        |            | 25     | 0     | 0      | 0        | 0        | 0      |         |

#### السباقات حسب السنة
(مفتاح) (السباقات بالخط العريض تشير لترتيب الانطلاق، السباقات بالخط المائل تشير لأسرع لفة)
| السنة | الفئة  | الدراجة    | 1      | 2             | 3             | 4          | 5            | 6             | 7           | 8          | 9          | 10        | 11            | 12              | 13         | 14         | 15          | 16         | 17        | 18     | مركز  | نقاط |
| ----- | ------ | ---------- | ------ | ------------- | ------------- | ---------- | ------------ | ------------- | ----------- | ---------- | ---------- | --------- | ------------- | --------------- | ---------- | ---------- | ----------- | ---------- | --------- | ------ | ----- | ---- |
| 2011  | موتو 2 | سوتر       | قطر    | إسبانيا 32    | البرتغال ل.ين | فرنسا ل.ين | كتالونيا     | بريطانيا      | هولندا ل.ين | إيطاليا    | ألمانيا 27 | تشيك 28   | إنديانا       | سان مارينو      | أرغون      | اليابان    | أستراليا    | ماليزيا    | بلنسية    |        | ن.غ.م | 0    |
| 2012  | موتو 2 | آيه جاي آر | قطر    | إسبانيا       | البرتغال      | فرنسا      | كتالونيا     | بريطانيا      | هولندا      | ألمانيا    | إيطاليا    | إنديانا   | تشيك          | سان مارينو ل.ين | أرغون 20   | اليابان    | ماليزيا     | أستراليا   | بلنسية    |        | ن.غ.م | 0    |
| 2013  | موتو 2 | سبيد أب    | قطر 22 | الأمريكتان 22 | إسبانيا 21    | فرنسا 20   | إيطاليا ل.ين | كتالونيا ل.ين | هولندا 22   | ألمانيا 25 | إنديانا 27 | تشيك ل.ين | بريطانيا ل.يب | سان مارينو 22   | أرغون ل.ين | ماليزيا 20 | أستراليا 18 | اليابان 19 | بلنسية 26 |        | ن.غ.م | 0    |
| 2015  | موتو 2 | كالكس      | قطر    | الأمريكتان    | الأرجنتين 19  | إسبانيا    | فرنسا        | إيطاليا       | كتالونيا    | هولندا     | ألمانيا    | إنديانا   | تشيك          | بريطانيا        | سان مارينو | أرغون      | اليابان     | أستراليا   | ماليزيا   | بلنسية | ن.غ.م | 0    |

## روابط خارجية
- ستيفن أوديندال على موقع MotoGP.com (الإنجليزية)
- ستيفن أوديندال على موقع WorldSBK.com (الإنجليزية)
- ستيفن أوديندال على موقع AS.com (الإسبانية)